# Jürgen Belger
Jürgen Belger (* 14. Februar 1939) war Fußballspieler in der DDR-Oberliga. In der höchsten Spielklasse des DDR-Fußball-Verbandes spielte er für den 1. FC Union Berlin.

## Sportliche Laufbahn
Belger spielte bis 1958 beim SC Chemie Halle im Nachwuchs und in der Reservemannschaft. Zu Beginn der Saison 1959 wechselte er zum Ost-Berliner TSC Oberschöneweide. Dort spielte er zunächst in der drittklassigen II. DDR-Liga, stieg aber 1963 mit der Mannschaft in die I. DDR-Liga auf. Zuvor war der TSC Oberschöneweide bereits in dem neu gegründeten TSC Berlin aufgegangen. Drei Jahre später erlebte er erneut eine Umstrukturierung mit der Ausgliederung der Fußballsektion aus dem TSC hin zum neuen 1. FC Union Berlin. Die Clubgründung fiel in die Saison 1965/66, an deren Ende die Unioner als Aufsteiger in die Oberliga feststanden. An diesem Erfolg war der 1,79 m große Belger als Verteidiger maßgeblich beteiligt, denn er war in den meisten Saisonpunktspiele eingesetzt worden.
Belgers erste Oberligasaison 1966/67 begann für ihn verhalten, denn in der Hinrunde kam er nur fünf der dreizehn Punktspiele zum Einsatz. Erst in der Rückrunde etablierte er sich als standardmäßiger Innenverteidiger. Nachdem Belger im Sommer 1967 alle sechs Intertotospiele des 1. FC Union und die ersten vier Oberligarunden bestritten hatte, kam er 1967 nur noch dreimal in der Oberliga zum Einsatz. Erst im April 1969 kehrte er ins Oberligateam zurück und absolvierte bis zum Saisonende seine letzten sechs Erstligaspiele. Danach stieg Union als Tabellenvorletzter aus der Oberliga ab. Anschließend bestritt Belger nur noch eine DDR-Liga-Begegnung im September 1969 und wurde bis zum Saisonende 1969/70 nur noch in der Bezirksligamannschaft Union II eingesetzt.
Seine Laufbahn als Fußballspieler beendete Belger später bei der unterklassigen Berliner Betriebssportgemeinschaft Empor Brandenburger Tor. Danach wurde er im Nachwuchsbereich des 1. FC Union als Übungsleiter tätig.